# Бунгард (Бістріца-Несеуд)
Бунгард (рум. Bungard) — село у повіті Бистриця-Несеуд в Румунії. Входить до складу комуни Лекінца.
Село розташоване на відстані 310 км на північний захід від Бухареста, 25 км на південний захід від Бистриці, 58 км на схід від Клуж-Напоки.

## Населення
За даними перепису населення 2002 року у селі проживали 86 осіб.
Національний склад населення села:
| Національність | Кількість осіб | Відсоток |
| -------------- | -------------- | -------- |
| румуни         | 70             | 81,4%    |
| цигани         | 16             | 18,6%    |

Рідною мовою назвали:
| Мова      | Кількість осіб | Відсоток |
| --------- | -------------- | -------- |
| румунська | 71             | 82,6%    |
| циганська | 15             | 17,4%    |